# Kájov (stacja kolejowa)
Kájov – stacja kolejowa w miejscowości Kájov, w kraju południowoczeskim, w Czechach. Znajduje się na linii 194 Czeskie Budziejowice – Černý Kříž, na wysokości 530 m n.p.m..  

## Linie kolejowe
- 194: Czeskie Budziejowice – Černý Kříž